# Macaroeris litoralis
Macaroeris litoralis là một loài nhện trong họ Salticidae.
Loài này thuộc chi Macaroeris. Macaroeris litoralis được Jörg Wunderlich miêu tả năm 1992.